# Richard Stallman
Richard Matthew Stallman (Manhattan, Nueva York; 16 de marzo de 1953), con frecuencia abreviado como «rms», es un físico, programador estadounidense, activista y fundador del movimiento del software libre, del sistema operativo GNU y de la Free Software Foundation (Fundación para el Software Libre).
Entre sus logros destacados como programador se incluye la realización del editor de texto GNU Emacs, el compilador GCC, el depurador GDB, y el lenguaje de construcción GNU Make; todos bajo la rúbrica del Proyecto GNU. Sin embargo, es principalmente conocido por el establecimiento de un marco de referencia moral, político y legal para el software libre: un modelo de desarrollo y distribución alternativo al software privativo. Es también inventor del concepto de copyleft (aunque no del término): un método legal para licenciar obras contempladas por el derecho de autor, de tal forma que su uso y modificación (así como de sus derivados) permanezcan siempre permitidos.
Su innovador trabajo y activismo en torno al software libre y los derechos digitales le han merecido numerosas distinciones; incluyendo más de una docena de doctorados y profesorados honoríficos, la prestigiosa beca de la Fundación MacArthur, el premio Pioneer de la Electronic Frontier Foundation y varios premios de la ACM. Es miembro del salón de la fama de Internet.

## Biografía
Richard Matthew Stallman nació en la ciudad de Nueva York en el año 1953, en una familia judía, hijo de Alice Lippman y Daniel Stallman. Su primera experiencia con computadoras fue en el Centro Científico de IBM en Nueva York cuando cursaba la preparatoria. Fue contratado durante un verano para escribir un programa de análisis numérico en Fortran. Completó el trabajo después de un par de semanas, y dedicó el resto del verano escribiendo un editor de textos en el lenguaje de programación APL. Stallman invirtió el verano de su graduación de la preparatoria en escribir otro programa, un preprocesador para el lenguaje de programación PL/1 en el IBM S/360.
Durante este tiempo, Stallman fue también asistente voluntario de laboratorio en el departamento de biología de la Universidad Rockefeller. Aunque ya estaba ingresando a la carrera de física o matemáticas, su maestro tutor en el Rockefeller pensó que él podría ser biólogo en un futuro.

### Harvard y MIT
En 1971, siendo estudiante de primer año de física en la Universidad Harvard, Stallman se convirtió en un hacker del Laboratorio de Inteligencia Artificial del Instituto Tecnológico de Massachusetts (MIT), donde trabajaba manteniendo el sistema operativo de la casa: el Incompatible Time-sharing System (ITS). Era conocido por su alto rendimiento en Math 55: el curso de matemáticas de pregrado más avanzado de Harvard. Se graduó con honores en 1974 de esta universidad. Cursó un año de doctorado en física en el MIT, abandonando el programa para concentrarse en su programación en el Laboratorio de Inteligencia Artificial.
En 1976 mientras trabajaba como asistente de investigación de Gerald Sussman, publicó junto con Sussman un influyente artículo sobre un sistema de mantenimiento de la verdad (TMS en inglés) llamado dependency-directed backtracking (retropropagación dirigida por dependencias), con el propósito de resolver circuitos eléctricos mediante computadora. Fue un trabajo pionero sobre retropropagación inteligente para el problema de satisfacción de restricciones. A la fecha de 2009, el algoritmo introducido por Stallman y Sussman sigue siendo la forma más general y potente de retropropagación inteligente. La técnica de aprendizaje de restricciones, mediante la cual se guardan los resultados parciales de una búsqueda para volver a usarla en el futuro, también fue descrita por primera vez en el mismo artículo.
En la década de 1980, la cultura hacker que constituía la vida de Stallman empezó a disolverse bajo la presión de la comercialización en la industria del software. En particular, otros hackers del laboratorio de IA fundaron la compañía Symbolics, la cual intentaba activamente reemplazar el software libre del Laboratorio con su propio software privativo.
Entre 1982 y 1983, Stallman por sí solo duplicó los esfuerzos de los programadores de Symbolics para impedir que adquirieran un monopolio sobre los ordenadores del laboratorio. En ese momento, él era el último de su generación de hackers en el laboratorio. Cuando intentó mejorar el firmware de las nuevas impresoras del laboratorio como había hecho anteriormente, el fabricante le pidió que firmara un acuerdo de no divulgación (non-disclosure agreement), y que llevara a cabo otras acciones que él consideró traiciones a sus principios éticos. Harto de lo que él llamaba un creciente "acaparamiento del software" en la industria, el 27 de septiembre de 1983 Stallman anunció en varios grupos de noticias de Usenet el inicio del proyecto GNU, que perseguía crear un sistema operativo completamente libre para las más recientes microcomputadoras PC.
El 16 de septiembre de 2019 dejó su puesto no remunerado como científico y profesor visitante del MIT y, renunció como presidente de la FSF, el 5 de agosto de 2020 se anunciaría a Geoffrey Knauth como sucesor a la presidencia.

### Iniciativa GNU
El nuevo sistema operativo sería portable para evitar que cayera en la obsolescencia, como sucedió con ITS. Stallman renunció a su empleo en el MIT a fin de desligar los derechos de autor sobre su nuevos programas, si bien el laboratorio ofreció albergar el proyecto.
Al anuncio inicial del proyecto GNU siguió en 1985 la publicación del Manifiesto GNU, en el cual Stallman declaraba sus intenciones y motivaciones para crear una alternativa libre al sistema operativo Unix, al que denominó GNU (GNU No es Unix), pronunciado de forma parecida a ñu, en inglés (de ahí los dibujos-logotipos que lo representan). Poco tiempo después fundó la organización sin ánimo de lucro Free Software Foundation para coordinar el esfuerzo. Como Stallman no deseaba dejar su nuevo software a la suerte del dominio público, terminó por inventar el recurso legal del copyleft, que cristalizó en la Licencia Pública General GNU (conocida generalmente como la «GPL») en 1989. La mayor parte del sistema GNU, excepto el núcleo, se completó aproximadamente al mismo tiempo. En 1991, Linus Torvalds liberó el núcleo Linux bajo los términos de la GPL. Se trabajó para hacer a GNU y a Linux mutuamente compatibles, completando un sistema ciento por ciento funcional: el sistema operativo GNU/Linux.
Stallman insiste en la utilización del término «software libre», y no código abierto, porque el objetivo de su proyecto es otorgar libertad y derechos a los usuarios de computadoras. El discurso del código abierto por el contrario pretende evitar hablar de tales programas en términos morales. También busca que se diga "GNU/Linux" y no solamente "Linux" cuando se habla del sistema operativo (ver Controversia por la denominación GNU/Linux). Para Stallman el software libre no quiere decir que sea gratis. Además considera que en la enseñanza no debería utilizarse software privativo.

### Controversias
Las motivaciones políticas y morales de Richard Stallman lo han convertido en una figura controvertida. Muchos programadores influyentes que se encuentran de acuerdo con el concepto de compartir el código difieren con las posturas morales, filosofía personal o el lenguaje que utiliza Stallman para describir sus posiciones. Un resultado de estas disputas condujo al establecimiento de una alternativa al movimiento de Software Libre, el movimiento de código abierto.

### La persona
Que las empresas tengan especial influencia en la política significa que la democracia está enferma. El propósito de la democracia es asegurarse de que los ricos no tengan una influencia proporcional a su riqueza. Y si tienen más influencia que tú o que yo, eso significa que la democracia está fallando. Las leyes que se obtienen de esta forma no tienen autoridad moral, sino la capacidad de hacer daño.
Richard Stallman

Hasta 2019 Stallman tuvo una posición no remunerada como investigador en el MIT. Ha declarado ser "un ateo de ascendencia judía" y a menudo lleva un botón que dice "Enjuicien a Dios" ("Impeach God"). Niega ser un anarquista a pesar de su cautela de algunas leyes y el hecho de que ha "defendido enérgicamente la privacidad de los usuarios y su propia visión de la libertad del software".

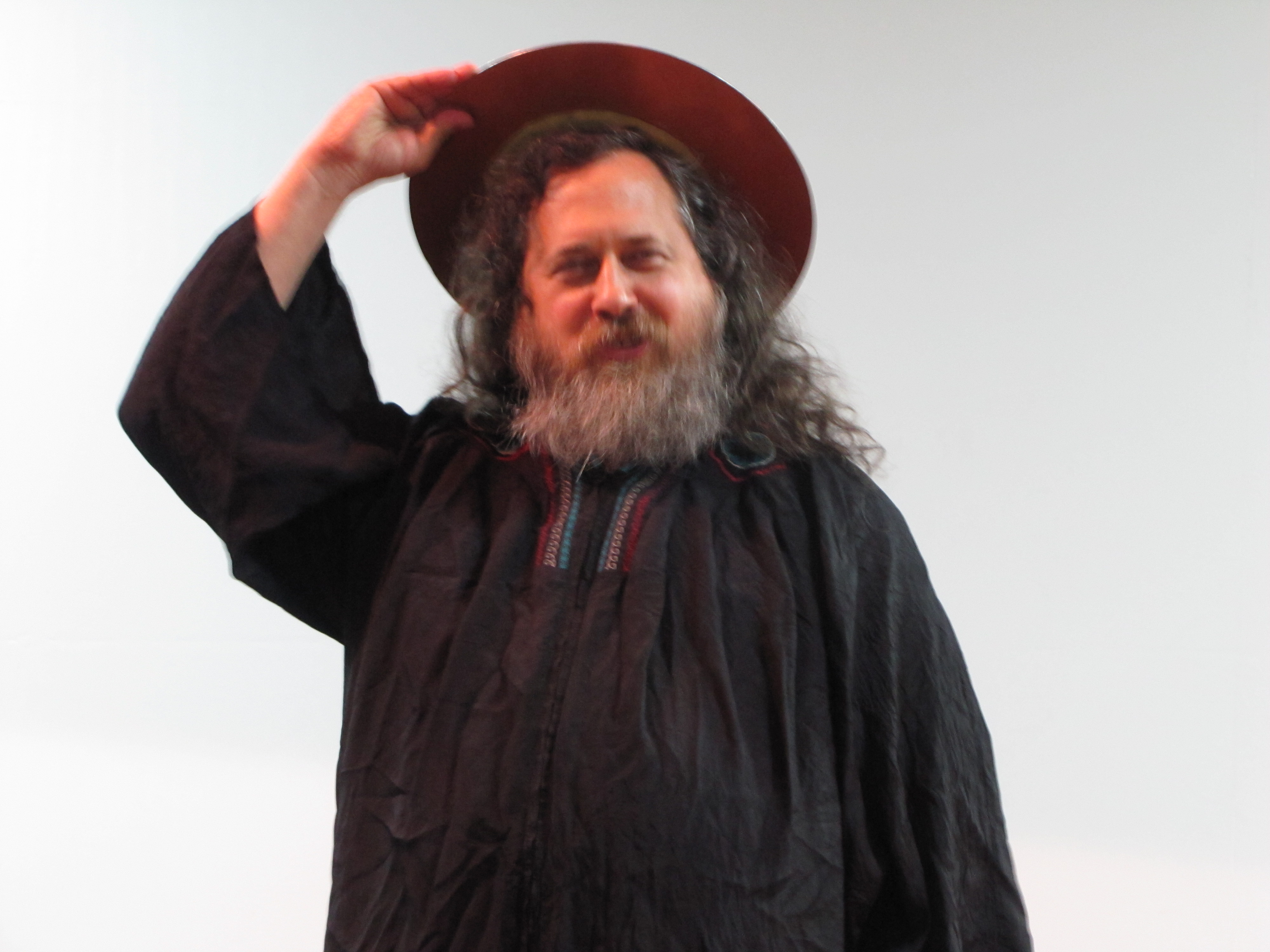
Stallman disfrazado de St.IGNUcius, un «santo de la Iglesia de Emacs», su aureola es un disco duro antiguo.

Stallman se refiere a los teléfonos móviles como "dispositivos de vigilancia y seguimiento" y "el sueño de Stalin". Se niega a poseer un teléfono celular debido a que su hardware está total o parcialmente bajo el control de las compañías telefónicas, en lugar de los usuarios. También evita el uso de una tarjeta-llave para entrar en su oficina, ya que estos sistemas llevan un seguimiento de cada lugar y hora en que alguien entra en el edificio. A excepción de unos pocos sitios web relacionados con su trabajo en GNU y la FSF, por lo general no navega por la web directamente desde su ordenador personal con el fin de evitar ser conectado con su historial de navegación. En su lugar, usa wget o programas similares que recuperan el contenido de los servidores web y luego envían el contenido a su correo electrónico. Más recientemente, ha declarado haber comenzado a navegar la web directamente a través de Tor.
Su imagen y manías se han vuelto un ícono en la cultura hacker, llegando a aparecer en tiras cómicas.

### San Ignucio
San Ignucio (Saint Ignucius) es el nombre de un personaje que, a manera de broma, interpreta Richard Stallman. 
El nombre de esta auto-parodia es una mezcla de Ignacio y GNU. 
Es un santo autoelegido en la Iglesia de Emacs.
El origen de este personaje lo podemos encontrar en el carácter "evangelizador" de Stallman, predicando las bondades del software libre y haciendo frecuentes analogías entre este movimiento y una religión. Para su interpretación suele vestirse con una túnica negra, colocarse en la cabeza el plato de un antiguo disco duro, a modo de aureola dorada, y sostener su computadora portátil que asegura sólo contiene software libre. En algunas ocasiones los asistentes a las conferencias que Stallman dicta a nivel mundial, España incluida, no entienden esta clase de humor. Sin embargo, Stallman, con mucha paciencia, siempre finaliza su representación.
Stallman predica acérrimamente la supremacía del editor Emacs sobre vi; rivalidad conocida como "editor war" (en español guerras de editores). También habla acerca del kernel de GNU y del software privativo, al que llama anatema.

## Activismo

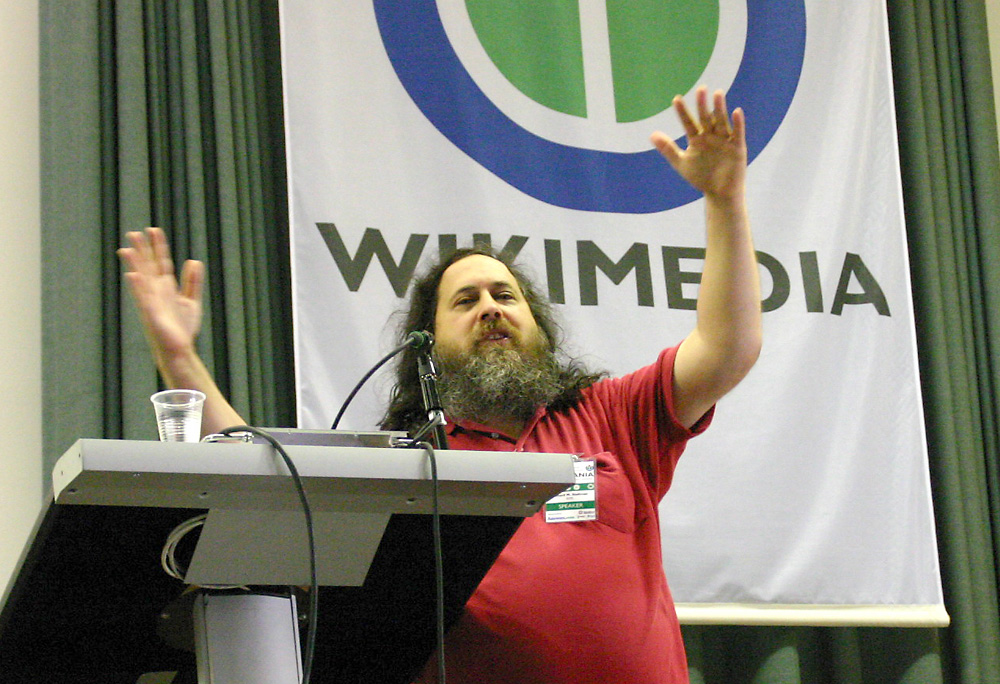
Richard Stallman en Wikimanía 2005.

Stallman ha escrito numerosos ensayos sobre la libertad del software y ha sido un orador político en favor del movimiento del software libre desde principios de los 1990s. Los discursos que ha dado regularmente se titulan "El Proyecto GNU y el movimiento del software libre", "Los peligros de las patentes de software", "Copyright y globalización en la era de las redes informáticas".
La firme defensa de Stallman por el software libre inspiró la creación del Virtual Richard M. Stallman (vrms), un software que analiza los paquetes instalados en un sistema Debian GNU/Linux, e informa de aquellos que no son libres. Stallman no está de acuerdo con parte de la definición de software libre de este proyecto.
En 1999 promovió la creación de una enciclopedia libre, la GNUPedia, considerada como un antecedente directo de Wikipedia. El proyecto resultante se retiró finalmente en favor de esta última, que tenía objetivos similares y estaba contando con un éxito mayor.

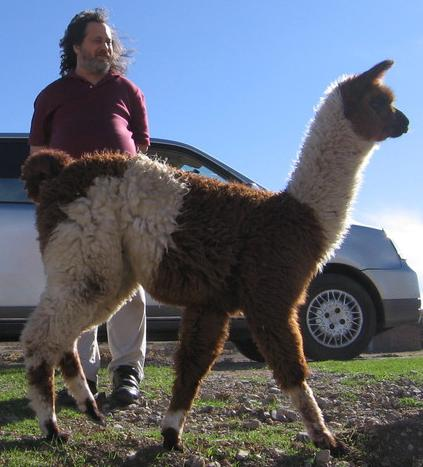
Stallman en su visita a la ciudad de Puno.

Stallman es un viajero incansable. Ha visitado al menos 65 países, sobre todo para hablar sobre el software libre y el proyecto GNU. Según Stallman, el movimiento del software libre tiene mucho en común con aquel liderado por Mahatma Gandhi.
En abril de 2006, Stallman llevó un cartel de protesta contra el software propietario -"No compre ATI, enemigo de su libertad"- en un discurso pronunciado por el representante de esa firma, dando lugar a una llamada a la policía. ATI se fusionó luego con AMD Corporation y tomó medidas para que su documentación de hardware esté disponible para uso por la comunidad de software libre.
En agosto de 2006, en reuniones con el gobierno del estado indio de Kerala, convenció a los funcionarios de desprenderse del software propietario en escuelas estatales. Esto dio lugar a la decisión histórica de migrar todas las computadoras en 12.500 escuelas secundarias de Windows a un sistema operativo de software libre.
En Venezuela, Stallman ha pronunciado discursos públicos y promovido la adopción de software libre en la petrolera estatal PDVSA, el gobierno municipal y el ejército de la nación. En reuniones con Hugo Chávez y en discursos públicos, Stallman criticó algunas políticas sobre la radiodifusión televisiva, derechos de libertad de expresión y privacidad. Stallman estuvo en el Consejo Asesor de la cadena de televisión Telesur desde su lanzamiento, pero renunció en febrero de 2011 criticando la propaganda pro-Gadafi durante la Primavera Árabe.
Luego de reuniones personales, Stallman obtuvo declaraciones en favor del movimiento del software libre del presidente de la India, Dr. APJ Abdul Kalam, la candidata presidencial francesa en 2007 Ségolène Royal, y el entonces presidente de Ecuador Rafael Correa.

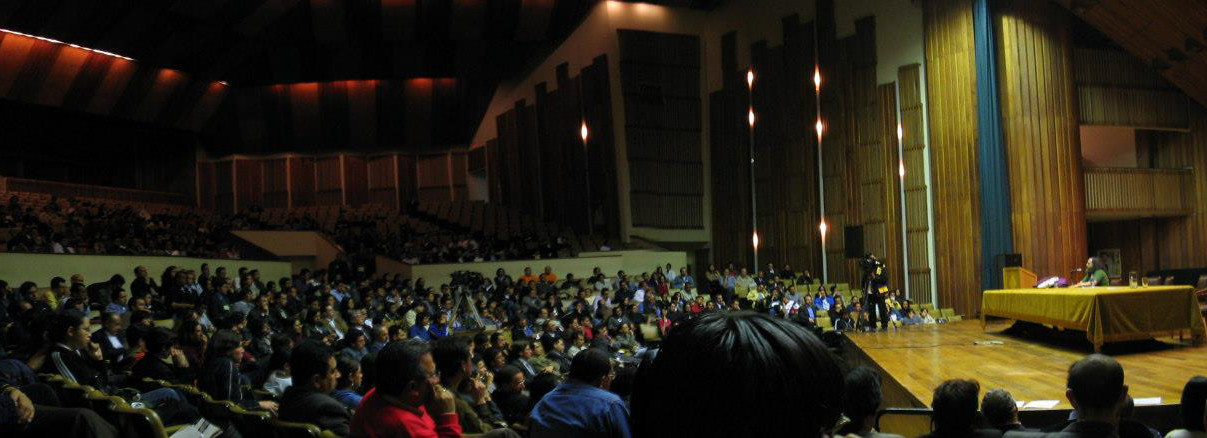
Panorámica de la Visita de Richard Stallman a la Universidad Nacional de Colombia el 23 de noviembre de 2004.

El 30 de noviembre de 2012, Stallman dio la conferencia de apertura en el Foro Goiano Software Libre en Brasil, hablando de casos exitosos de migración a software libre en el gobierno, los negocios y las universidades.
Stallman ha participado en protestas contra el uso de patentes de software, DRMs, y software propietario. Linus Torvalds ha criticado a Stallman por lo que considera un pensamiento "de blanco o negro".
Actualmente mantiene una postura crítica contra Facebook por suministrar masivamente información de sus usuarios a agencias gubernamentales como la NSA de Estados Unidos y empresas de todo tipo.

### Derechos y nuevas tecnologías
Stallman ha brindado regularmente una conferencia titulada "Derechos de autor versus comunidad", donde revisa el estado de los DRMs y se pronuncia en contra de ciertos productos y empresas que los utilizan. Su visión sobre los DRMs se resume en la campaña de la FSF Defectuoso por Diseño. En sus charlas se manifiesta en favor de un "copyright reducido" y sugiere un límite de 10 años para los derechos de autor. Sugiere que, en lugar de las restricciones al intercambio, se apoye a los autores utilizando un impuesto y se distribuyan los ingresos sobre la base de las raíces cúbicas de su popularidad. Esto aseguraría que "los exitosos no sean estrellas" y reciban, sin embargo, una recompensa mayor comparada con el gravamen por copia privada asociada a los defensores del copyright. Otra opción sería un sistema de micropago anónimo para que la gente apoye de manera directa a los autores.
Stallman se pronuncia por que ninguna forma de intercambio no-comercial de copias sea considerada una violación a los derechos de autor. Ha abogado por la desobediencia civil en un comentario sobre la Ley Sinde.
También ha apoyado al Proyecto Biblioteca Internacional de Partituras Musicales, para volver a estar en línea luego de haber sido retirado el 19 de octubre de 2007, tras una orden de cese y desista de Universal Edition.
Stallman destaca los peligros que algunos e-libros tienen en comparación con los libros de papel. Un ejemplo es el lector electrónico Kindle de Amazon, que impide la copia de libros electrónicos y permite a la empresa la eliminación remota de contenido. Considera que tales desarrollos presentan un gran paso atrás con respecto a los libros de papel, por ser menos fáciles de usar, copiar, prestar a los demás o vender, además de que los Kindle no se pueden comprar de forma anónima. Su cuento "El derecho a leer" ofrece una imagen de un futuro distópico en el que se impide el derecho a compartir los libros. Se opone a muchos de los términos dentro de los acuerdos de licencia de usuario final que acompañan a tales dispositivos.
Stallman desalienta el uso de varias tecnologías de almacenamiento, como discos de vídeo DVD o Blu-ray, debido a que estos estándares fueron diseñados para cifrar el contenido en desventaja de los clientes. Considera el uso de cifrado de datos por parte de los fabricantes (para obligar al usuario a ver cierto material promocional) como una conspiración.
Reconoció el escándalo de protección de copia rootkit de Sony BMG como un acto criminal. Stallman apoya un boicot a Sony por sus acciones legales contra George Hotz.

## Renuncia al MIT y Free Software Foundation
En septiembre de 2019 Stallman renunció a su puesto como investigador del Proyecto MAC en el MIT y a la presidencia de la Free Software Foundation (FSF), el 5 de agosto de 2020 se anunciaría en su reemplazo a Geoffrey Knauth.
En marzo de 2021 durante el evento LibrePlanet, Stallman anunció, de manera sorpresiva, su reincorporación a la mesa directiva de la FSF. Ante esto, 61 organizaciones del software libre, como Mozilla, GNOME Foundation, Tor Project o X.org Foundation y más de 3000 personas individuales, entre ellos representantes destacados de proyectos como Debian u Open Source Initiative, presentaron una carta abierta donde exigían la salida de RMS y toda la mesa directiva de la FSF.En esta carta se acusaba a Stallman de haber tenido actitudes misóginas, capacitistas y tránsfobas lo que, a juicio de los firmantes, no debía tener cabida en el movimiento del Software Libre.
Esta carta tuvo como respuesta otra que apoyaba a Richard Stallman la cual tuvo mayor cantidad de apoyos.

## Distinciones
Stallman ha recibido numerosos premios y reconocimientos por su trabajo, entre ellos:
- En 1986 se volvió miembro honorario vitalicio de la Chalmers Computer Society.[69]

- Una membresía en la MacArthur Foundation en 1990.[70]
- El Grace Hopper Award de la Association for Computing Machinery en 1991 por su trabajo en el editor Emacs original.[71]
- Un doctorado honoris causa del Royal Institute of Technology de Suecia en 1996.[72]
- El Pioneer award de la Electronic Frontier Foundation en 1998.[73]
- El Yuri Rubinsky memorial award en 1999.[74]
- El Takeda award en 2001.[75]

- En 2001 recibe el doctorado honoris causa otorgado por la Universidad de Glasgow.[76]
- En 2002 obtiene la Membresía de la Academia Nacional de Ingeniería de los Estados Unidos de América.[76]
- En 2003 recibe el doctorado honoris causa otorgado por la Vrije Universiteit Brussel.[76]
- En 2003 recibe el título de profesor honorario de la Universidad Nacional de Ingeniería del Perú.[76]
- En 2004 recibió un doctorado honoris causa otorgado por la Universidad Nacional de Salta (Argentina).[77]
- En 2004 recibe el título de profesor honorario por la Universidad Tecnológica del Perú.[76]
- En 2005 recibe el premio Fundazione Pistoletto.[76]

- Primer galardonado con el Premio Internacional Extremadura de Conocimiento Libre que concedió la Junta de Extremadura el 7 de febrero de 2007 en Badajoz en el marco de la III Conferencia Internacional de Software Libre.[78]
- Doctor honoris causa de la Universidad de Los Ángeles de Chimbote, en Perú en 2007.
- Doctor Honoris causa de la Universidad de Pavía, en 2007.
- Doctor honoris causa de la Universidad Nacional de Trujillo, en Perú en 2008.
- Doctorado Honorario en Ciencias en la Universidad de Lakehead en Canadá en 2009.

- Doctorado honoris causa otorgado en 2011 por la Universidad Nacional de Córdoba (Argentina).[79]

- En 2012 recibe el título de profesor honorario por la Universidad César Vallejo de Trujillo de Perú.[76]
- En 2012 recibe el doctorado honoris causa por la Universidad Latinoamericana Cima de Tacna de Perú.[76]
- En 2012 recibe el doctorado honoris causa por la Universidad José Faustino Sánchez Carrió de Perú.[76]
- En 2013 es instalado en el Salón de la Fama de Internet.[80]
- En 2014 recibió un doctorado honoris causa otorgado por la Universidad Concordia, en Montreal.[81]
- 2015: Premio ACM Software System "Por el desarrollo y el liderazgo de GCC".[82]
- En 2016 recibió un doctorado honoris causa otorgado por la Universidad Pierre y Marie Curie.[83]
- En 2016 recibe el Social Medicine Awards ("outstanding individual") de GNU Solidario[84]
- En 2017 recibió un doctorado honoris causa otorgado por la Universidad Nacional de Jujuy (Argentina).[85]
- En 2018 recibió un doctorado honoris causa otorgado por la Universidad Nacional de Tucumán (Argentina).[86]

## Publicaciones
Artículos en revistas científicas:
- Sussman, Gerald Jay; Stallman, Richard M. (1975). «Heuristic Techniques in Computer-Aided Circuit Analysis». Transactions on Circuits and Systems (IEEE) 22 (11): 857-865. ISSN 0098-4094. doi:10.1109/TCS.1975.1083985.
- Stallman, Richard M.; Sussman, Gerald Jay (1977). «Forward Reasoning and Dependency-Directed Backtracking In a System for Computer-Aided Circuit analysis». Artificial Intelligence (Elsevier) 9 (2): 135-196. ISSN 0004-3702. doi:10.1016/0004-3702(77)90029-7.

Manuales:
- Stallman, Richard M (1981). EMACS: The Extensible, Customizable, Self-Documenting Display Editor. Cambridge Massachusetts: MIT: MIT Artificial Intelligence Laboratory publication. AIM-519A.
- Stallman, Richard M (2002). GNU Emacs Manual: Sixteenth edition for GNU Emacs Version 21. Boston, Massachusetts: GNU Press. ISBN 1-882114-85-X. Archivado desde el original el 31 de julio de 2009. Consultado el 18 de julio de 2009.
- Stallman, Richard M; McGrath, Roland; & Smith, Paul D (2004). GNU Make: A Program for Directed Compilation. Boston, Massachusetts: GNU Press. ISBN 1-882114-83-3. Archivado desde el original el 23 de febrero de 2009. Consultado el 18 de julio de 2009.

Recopilaciones de ensayos:
- Gay, Joshua (2015). Free Software, Free Society: Selected Essays of Richard M. Stallman. Boston, Massachusetts: GNU Press. ISBN 1-882114-98-1.
- Stallman, Richard M. (2004). Software libre para una sociedad libre. Traficantes de Sueños. ISBN 9788493355517. Consultado el 25 de abril de 2017.

Biografía:
- Williams, Sam (2002). Free as in Freedom: Richard Stallman's Crusade for Free Software. ISBN 0-596-00287-4.
  - Free as in Freedom (2.0): Richard Stallman and the Free Software Revolution (2.ª edición con revisiones de Richard M. Stallman). 2010. ISBN 978-0-9831592-1-6.